# 1640 en philosophie
Chronologie de la philosophie
- 1636
- 1637
- 1638
- 1639
- 1640
- 1641
- 1642
- 1643
- 1644

L’année 1640 a été marquée, en philosophie, par les événements suivants :

## Publications
- Marin Cureau de La Chambre : Les Charactères des passions (5 volumes, 1640-1662): I. Les passions pour le bien ; II. Où il est traitté de la nature et des effets des passions courageuses ; III et IV. Où il est traitté de la Nature & des Effets de la haine et de la douleur ; V. Où il est traitté de la Nature, des Causes & des Effects des larmes, de la crainte, du désespoir.  Texte en ligne 1 2 3 et 4 5

- Uriel da Costa : Exemple d'une vie humaine (latin : Exemplar humanae vitae), 1640 (Disponible en ligne)

- Fortunio Liceti : 
  - De regulari Motu Cometar. coelestium.
  - Litheosphorus, sive de lapide Bononiensi lucem;
  - Ad alas amoris divini a Simmia Rhodio compacta; sur le calligramme Les Ailes de Simmias de Rhodes,

- Thomas Hobbes : 
  - The Elements of Law Natural and Politic. (1640), EW IV 1-228.
    - Éléments de droit naturel et politique, traduction de Delphine Thivet, tome II des Œuvres de Hobbes, Paris, Vrin, 2010.
    - Éléments de loi, traduction de Arnaud Milanese, Paris Allia, 2006.

  - Tractatus opticus I, (1640, publié en 1644 par Mersenne dans Universæ geometriæ mixtæque mathematicæ synopsis Liber Septimus), OL V, 217-248.

## Naissances
- Mohammad Sa'id dit Qazi Sa'id Qommi (en persan : قاضى سعيد قمى, Qāzi Sa'id Qomi) est un philosophe, juriste et mystique chiite né en 1640 et mort après 1696. Il a également été le médecin personnel et le confident de Shah Abbas II, le septième souverain safavide.

- 18 avril à Nîmes : Étienne Chauvin, mort le 6 avril 1725 à Berlin, est un pasteur protestant et philosophe français.

- 15 juin au Mans : Bernard Lamy,  mort le 29 janvier 1715 à Rouen, est un mathématicien, philosophe et physicien français.

## Décès
- Uriel da Costa, également connu sous son nom chrétien Gabriel da Costa, est un philosophe portugais du XVIIe siècle (Porto, vers 1585 – Amsterdam, 1640).

- Eustache Asseline, dit Dom Eustache de Saint-Paul, en latin Eustachius a Sancto Paulo, est un religieux français, moine cistercien de la congrégation des Feuillants, né à Paris en 1575[1], mort également à Paris en 1640.

- Torquato Accetto (Trani?, vers 1590/1598 – Naples?, 1640) est un obscur philosophe et écrivain italien dont le traité De la dissimulation honnête (Della dissimulazione onesta) (1641) a été redécouvert au XXe siècle par Benedetto Croce.